# Willem Troost

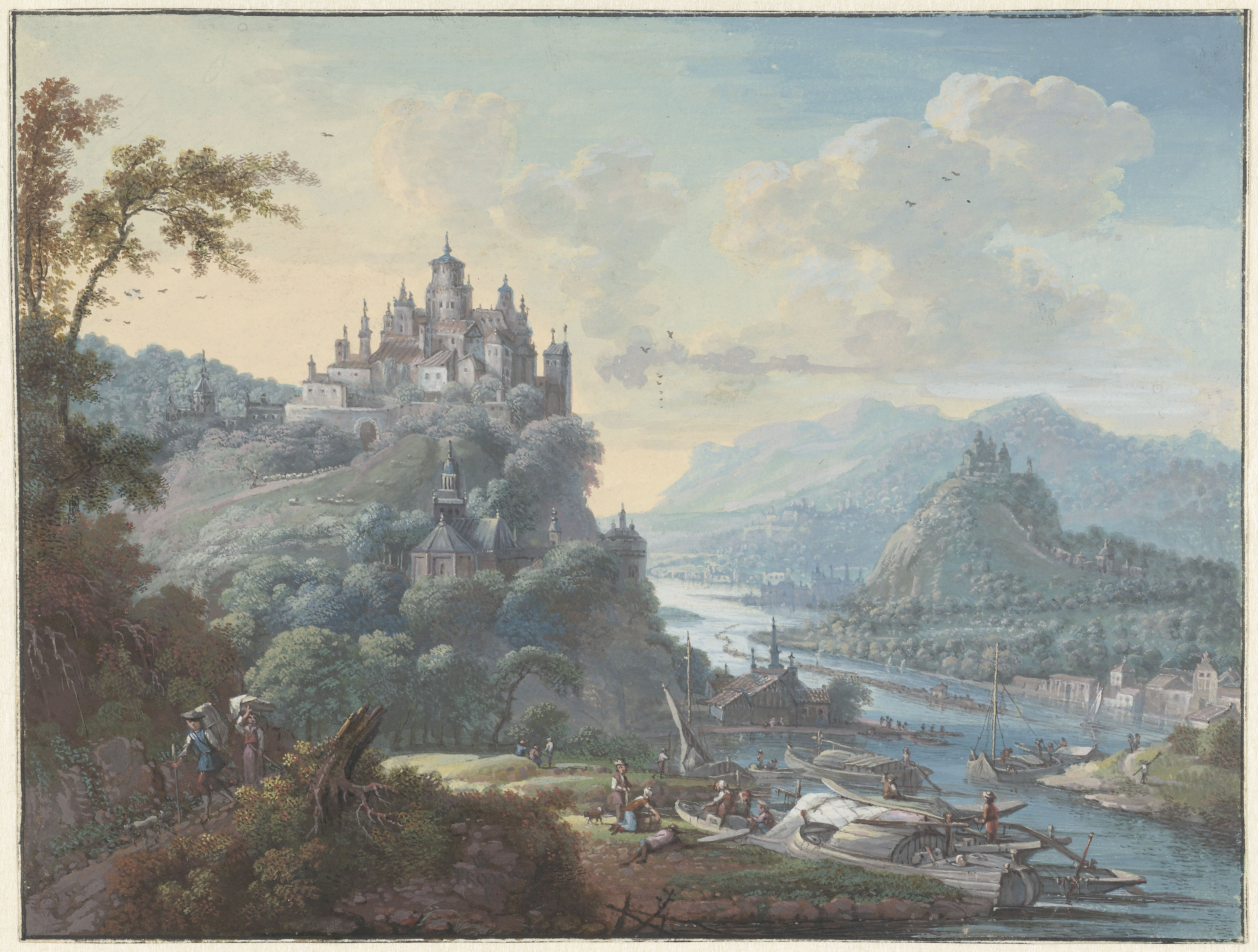
Rivierlandschap met een stad op een heuveltop

Wilhelmus (Willem) Troost (gedoopt Amsterdam, 24 februari 1684 – begraven aldaar, 27 december 1752) was een kunstschilder en tekenaar aan het eind van de Gouden Eeuw. Hij schilderde italianiserende landschappen, portretten, architectuur, genrestukken en marines.
Troost was een zoon van Cornelis Troost en Sara van Eersel en een oom van de schilder Cornelis Troost. Hij was een leerling van Johannes Glauber en van Herman van der Mijn. Hij was een leverancier voor Johan Willem van de Palts en werkte onder andere in Düsseldorf en omgeving. Hij trouwde in 1714 in Düsseldorf met Jacoba Maria van Nickelen, dochter van Jan van Nickelen. Uit dit huwelijk werd onder anderen de behangselfabrikant Jan Hendrik Troost van Groenendoelen geboren. Troost schilderde twee portretten van Prinses von der Pfalz-Sulzbach. 
In 1735 vestigde hij zich in Haarlem (Veerstraat) en 1742 ging hij terug naar Amsterdam. Hij overleed in 1752.
- Biografisch Portaal: 53603646
- RKD-Nederlands Instituut voor Kunstgeschiedenis: 78271